# Federico Gatti
Pour les articles homonymes, voir Gatti.
Federico Gatti, né le 24 juin 1998 à Rivoli en Italie, est un footballeur international italien qui joue au poste de défenseur à la Juventus FC.
Grandi à Chieri, Torino et Alessandria, Gatti a commencé sa carrière senior avec l'équipe de Promozione - le sixième niveau du système de football italien - Pavarolo en 2015, aidant son équipe à être promue en Eccellenza. L'année suivante, Gatti a rejoint Saluzzo mais est retourné à Pavarolo six mois plus tard. Gatti est resté à Pavarolo jusqu'en 2018, date à laquelle il a changé de position, passant de milieu de terrain à défenseur, et est parti à Verbania, obtenant la promotion en Serie D. En 2020, Gatti a fait ses débuts professionnels avec l'équipe Pro Patria, en Serie C. L'année suivante, Gatti est acheté par le club de Serie B de Frosinone. En janvier 2022, Gatti a rejoint la Juventus qui l'a prêté à Frosinone jusqu'en juin 2022.

## Vie personelle
À 17 ans, Gatti a quitté l'école et a commencé à travailler, à la suite du chômage de son père. Il a travaillé comme maçon, fabricant de fenêtres, réparé des toits et travaillé sur les marchés généraux pendant 9 à 10 heures par jour, jusqu'en 2018. Gatti ne s'entraînait que le soir, dînait à 23h00 et se levait à 04h00.
Gatti considère le défenseur de la Juventus Giorgio Chiellini comme son idole.
Le père de Gatti, Ludovico, était entraîneur de football et directeur sportif lors de son expérience à Pavarolo.

## Biographie

### En club

#### Carrière des jeunes
En 2005, à l'âge de 7 ans, il a joué un match amical pour Chieri contre le Torino; son talent de milieu offensif a été remarqué par Giorgio Boscarato, l'observateur sportif du Torino, qui l'a signalé à Silvano Benedetti, le directeur sportif du secteur des jeunes du Torino, qui a fini par l'acheter. Gatti a finalement été promu en moins de 15 ans, avant de passer dans l'équipe des jeunes d'Alessandria.

#### Pavarolo et Saluzzo
Gatti a ensuite été prêté au club de Promozione Pavarolo lors de la saison 2014-2015. Au lieu de jouer avec l'équipe des Allievi (moins de 17 ans), Gatti a passé la plus grande partie de la saison à jouer pour l'équipe des Juniores (moins de 19 ans) avec laquelle il a marqué 13 buts en 18 apparitions malgré ses 17 ans. Le 25 février 2015, Gatti a fait ses débuts avec l'équipe première Au cours de la deuxième moitié de la saison, Gatti a ensuite été agrégé à l'équipe première. Gatti a terminé la saison 2014-2015 avec quatre apparitions en équipe première. La saison suivante, Gatti a été promu en équipe première, il a marqué trois buts en 27 apparitions en championnat et il a remporté le prix du meilleur jeune joueur de la saison,. Son équipe a également été promue en Eccellenza car elle a remporté la Coppa Italia Promozione Piemonte-Valle d'Aoste - une compétition régionale pour les équipes de Promozione,,. Gatti a été prêté à Saluzzo en 2016, mais est revenu à Pavarolo six mois plus tard, aidant son équipe à éviter la relégation en Promozione, Au cours de cette saison, Gatti a marqué huit buts en 31 apparitions. Lors de la saison suivante (2017-2018), en raison de problèmes économiques, Pavarolo était en retard dans les paiements, les joueurs les plus expérimentés ont donc décidé de ne pas s'entraîner ni de jouer les dix derniers matchs de championnat et l'équipe Juniores a été promue en équipe première. Parce-que Gatti était le joueur le plus grand de l'équipe, il a changé de position, passant de milieu de terrain à défenseur,. Gatti a terminé la saison 2017-2018 en marquant sept buts en 27 apparitions en championnat, mais il n'a pas réussi à éviter que son équipe soit reléguée en Promozione.

#### Verbania et Pro Patria
Les performances de Gatti en tant que défenseur ont impressionné Verbania, qui l'a acheté en contrat permanent en 2018,; il a marqué un but en 34 apparitions et a aidé son équipe à remporter l'Eccellenza,. Ses performances avec Verabania ont impressionné Cavese, une équipe de Serie C, qui a essayé de l'acheter mais il ne l'a pas rejoint. Lors de la saison suivante (2019-2020), il a marqué trois buts en 22 matches avec son équipe en Serie D avant l'interruption causée par la pandémie de COVID-19 en Italie et n'a pas réussi à éviter la relégation de son équipe en Eccellenza,. En 2020, Gatti a effectué son transfert professionnel vers le club de Serie C Pro Patria, faisant 35 apparitions et marquant un but.

#### Frosinone
Gatti a rejoint le club de Serie B de Frosinone en 2021, en signant un contrat de quatre ans. Il a fait ses débuts le 15 août, lors du match du premier tour de la Coppa Italia contre Venezia, qui s'est soldé par un match nul 1-1. Il a manqué un penalty crucial lors de la séance de tirs au but, perdue 8-7. Le premier but de Gatti pour Frosinone a été inscrit le 23 octobre, lors d'une victoire 2-1 contre Ascoli. Le 4 décembre, Gatti a été exclu après avoir reçu deux avertissements en deux minutes lors d'un match nul 1-1 contre Ternana. Le 18 décembre, Gatti a inscrit un doublé lors d'une victoire 4-0 contre SPAL Ferrara.

#### Juventus FC
Le 31 janvier 2022, la Juventus, club de Serie A, a signé un contrat de quatre ans et demi avec Gatti pour un montant de 7,5 millions d'euros plus 2,5 millions d'euros de primes liées aux performances, et l'a rapidement prêté à Frosinone pour le reste de la saison. Le 25 octobre 2023, Gatti prolonge avec la Vieille Dame jusqu'en juin 2028.

### En équipe nationale
Il est retenu dans la liste des 26 joueurs italiens du sélectionneur Luciano Spalletti pour participer à l'Euro 2024.

## Statistiques
| Saison                | Club                  | Championnat           | Championnat | Championnat | Championnat | Coupe(s) nationale(s) | Coupe(s) nationale(s) | Coupe(s) nationale(s) | Supercoupe | Supercoupe | Supercoupe | Compétition(s) continentale(s) | Compétition(s) continentale(s) | Compétition(s) continentale(s) | Compétition(s) continentale(s) | Coupe du monde des clubs | Coupe du monde des clubs | Coupe du monde des clubs | Italie | Italie | Italie | Total | Total | Total |
| Saison                | Club                  | Division              | M.          | B.          | P.d.        | M.                    | B.                    | P.d.                  | M.         | B.         | P.d.       | Comp.                          | M.                             | B.                             | P.d.                           | M.                       | B.                       | P.d.                     | M.     | B.     | P.d.   | M.    | B.    | P.d.  |
| 2019-2020             | SS Verbania           | Serie E               | 3           | 3           | 0           | -                     | -                     | -                     | -          | -          | -          | -                              | -                              | -                              | -                              | -                        | -                        | -                        | -      | -      | -      | 3     | 3     | 0     |
| 2020-2021             | Pro Patria            | Serie C               | 34          | 1           | 0           | 1                     | 0                     | 0                     | -          | -          | -          | -                              | -                              | -                              | -                              | -                        | -                        | -                        | -      | -      | -      | 35    | 1     | 0     |
| 2021-2022             | Frosinone Calcio      | Serie B               | 35          | 5           | 2           | 1                     | 0                     | 0                     | -          | -          | -          | -                              | -                              | -                              | -                              | -                        | -                        | -                        | -      | -      | -      | 36    | 5     | 2     |
| 2022-2023             | Juventus FC           | Serie A               | 18          | 0           | 0           | 2                     | 0                     | 0                     | -          | -          | -          | C1+C3                          | 2+5                            | 0+2                            | 0                              | -                        | -                        | -                        | 2      | 0      | 0      | 29    | 2     | 0     |
| 2023-2024             | Juventus FC           | Serie A               | 32          | 4           | 0           | 3                     | 0                     | 0                     | -          | -          | -          | -                              | -                              | -                              | -                              | -                        | -                        | -                        | 1      | 0      | 0      | 36    | 4     | 0     |
| 2024-2025             | Juventus FC           | Serie A               | 30          | 1           | 0           | 2                     | 0                     | 0                     | -          | -          | -          | C1                             | 9                              | 0                              | 1                              | 4                        | 0                        | 0                        | 3      | 0      | 0      | 48    | 1     | 1     |
| Sous-total            | Sous-total            | Sous-total            | 80          | 5           | 0           | 7                     | 0                     | 0                     | -          | -          | -          | -                              | 16                             | 2                              | 1                              | 4                        | 0                        | 0                        | 6      | 0      | 0      | 113   | 7     | 1     |
| Total sur la carrière | Total sur la carrière | Total sur la carrière | 154         | 14          | 2           | 9                     | 0                     | 0                     | -          | -          | -          | -                              | 16                             | 2                              | 1                              | 4                        | 0                        | 0                        | 6      | 0      | 0      | 189   | 16    | 3     |

## Style de jeu
Gatti est un défenseur central droitier, fort dans les airs avec une taille de 1,90 m,, une bonne technique grâce à son expérience antérieure en tant que milieu de terrain, et une forte physicalité. Gatti se distingue sur le terrain par sa détermination et sa personnalité. Fort dans les tacles et les contrastes, il a un sens de la position et du timing dans l'anticipation Le directeur sportif de Frosinone, Guido Angelozzi, a établi des comparaisons avec le duo de défenseurs centraux de la Juventus, définissant Gatti comme "un [Giorgio] Chiellini avec les pieds de [Leonardo] Bonucci".